# RFP (Unternehmen)
Die RFP Group ist ein russisches Holzunternehmen mit Sitz in Chabarowsk in Russlands Fernem Osten. Pro Jahr werden 2,3 Mio. m3 Holz eingeschlagen und zum Teil im eigenen Verarbeitungskomplex in Amursk (Kapazität: 1 Mio. m3 pro Jahr) verarbeitet. RFP ist der größte Hersteller von Furnierholz in Russland. Das Unternehmen betreibt außerdem eine Flotte von 100 Transportschiffen auf dem Amur.
42,16 % der Anteile an RFP werden von der China Investment Corporation und dem Russian Direct Investment Fund gehalten.
RFP geht auf die Unternehmen Dallesprom (russisch Дальлеспром) und die Amur-Reederei (russisch Амурское пароходство) zurück.